# The Greatest Hits Vol. 1
The Greatest Hits Vol. 1 — дебютный студийный альбом российского рэп-рок-исполнителя Noize MC. В официальной продаже с 17 июня 2008 года. Презентация состоялась 30 мая 2008 в клубе «Город».

## Об альбоме
После того, как веб-сайт shoowbiz.ru опубликовал остро негативную и пренебрежительную рецензию критика Николая Фандеева на альбом «Greatest Hits Vol. 1», Noize MC записал дисс «Кто убил Николая Фандеева?», опубликовал его в Интернете и заявил, что этот трек должен был войти в сам альбом, но этому воспротивилась выпускающая компания «Мистерия Звука». Впоследствии в 2010 году песня вошла в переиздание этого альбома «The Greatest Hits Vol. 2», но под названием «Кто убил?», и имя журналиста было скрыто «купюрой».
В песне «За закрытой дверью» в качестве семплов были использованы фрагменты песни «Вечная молодость» группы «Чиж & Co».

## Список композиций
| №                   | Название                                             | Длительность |
| ------------------- | ---------------------------------------------------- | ------------ |
| 1.                  | «Песня для радио»                                    | 2:54         |
| 2.                  | «За закрытой дверью»                                 | 3:34         |
| 3.                  | «Из окна»                                            | 4:04         |
| 4.                  | «Москва — не резиновая»                              | 3:07         |
| 5.                  | «Кантемировская»                                     | 3:20         |
| 6.                  | «Жизнь без наркотиков» (совместно с Машей Макаровой) | 3:41         |
| 7.                  | «На районе (3 недели нету плана)»                    | 3:36         |
| 8.                  | «На работе (платят бабло)»                           | 2:29         |
| 9.                  | «Кури бамбук!»                                       | 2:31         |
| 10.                 | «Палево!»                                            | 3:16         |
| 11.                 | «Блатняк»                                            | 3:19         |
| 12.                 | «5П» (Песня похуиста про получение пиздюлей)         | 3:05         |
| 13.                 | «Девочка-скинхед»                                    | 3:38         |
| 14.                 | «Наше движение»                                      | 2:45         |
| 15.                 | «Аренби!!!»                                          | 1:23         |
| 16.                 | «Поднимите руки (для гламурных сучек)»               | 2:25         |
| 17.                 | «Моё море»                                           | 2:33         |
| 18.                 | «Выдыхай»                                            | 3:08         |
| 19.                 | «3П» (Правдивая песня пиздобола) (скрытый трек)      | 3:09         |
| 20.                 | «Мы всего добились сами» (скрытый трек)              | 3:03         |
| Общая длительность: | Общая длительность:                                  | 61:07        |

## Участники записи
Noize MC
- Иван «Noize MC» Алексеев — вокал, основная гитара, клавишные, доп инструменты, продакшн, аранжировки
- Максим Крамар — соло-гитара, клавишные, бэк-вокал
- Павел «Pa$hock» Тетерин — ударные, бэк-вокал
- Александр «Кислый» Кислинский — бас-гитара, основной бэк-вокал,
- Станислав «DJ Mos» Аммосов — вертушки, семплы, аранжировки

Всё указано примерно без разбивки по трекам.

## The Greatest Hits Vol. 2
Альбом The Greatest Hits Vol. 2 является переизданием первого альбома Noize MC.

### Список композиций
В переиздание альбома вошли пять новых треков. Среди них ска-панк-версия хита «Из окна», совместный со Staisha трек «Ctrl+Alt+Delete», на который позже был снят клип, уже упомянутая песня «Кто убил?», совместный с Ляписом Трубецким трек «Капитал» и «Ниже нуля».
| №   | Название                                             | Длительность |
| --- | ---------------------------------------------------- | ------------ |
| 1.  | «Песня для радио (полная версия)»                    |              |
| 2.  | «За закрытой дверью»                                 |              |
| 3.  | «Из окна»                                            |              |
| 4.  | «Москва — не резиновая»                              |              |
| 5.  | «Кантемировская»                                     |              |
| 6.  | «Жизнь без наркотиков (совместно с Машей Макаровой)» |              |
| 7.  | «На районе (3 недели нету дудки)»                    |              |
| 8.  | «На работе (Платят бабло)»                           |              |
| 9.  | «Кури бамбук!»                                       |              |
| 10. | «Палево!»                                            |              |
| 11. | «Блатняк»                                            |              |
| 12. | «5П (Песня по*уиста про получение пи*дюлей)»         |              |
| 13. | «Девочка-скинхед»                                    |              |
| 14. | «Наше движение»                                      |              |
| 15. | «Капитал (совместно с «Ляписом Трубецким»)»          |              |
| 16. | «Мы всего добились сами (совместно с 228)»           |              |
| 17. | «Аренби!!!»                                          |              |
| 18. | «Поднимите руки»                                     |              |
| 19. | «Ctrl+Alt+Delete (совместно с Staisha)»              |              |
| 20. | «Ниже нуля»                                          |              |
| 21. | «Моё море»                                           |              |
| 22. | «Выдыхай»                                            |              |
| 23. | «Из окна (ска-панк-версия)»                          |              |
| 24. | «Кто убил?»                                          |              |
| 25. | «3П (Правдивая песня пи*добола)»                     |              |

| №   | Название                                                                                            | Длительность |
| --- | --------------------------------------------------------------------------------------------------- | ------------ |
| 1.  | «Песня для радио» (video)                                                                           |              |
| 2.  | «За закрытой дверью» (видео)                                                                        |              |
| 3.  | «Моё море» (видео)                                                                                  |              |
| 4.  | «Из окна» (видео)                                                                                   |              |
| 5.  | «Палево» (видео)                                                                                    |              |
| 6.  | «Кантемировская» (видео)                                                                            |              |
| 7.  | «Выдыхай» (видео)                                                                                   |              |
| 8.  | «Кислый (фристайл в клубе "Штопор")» (видео)                                                        |              |
| 9.  | «Песня для тёти из кафе напротив (фристайл на Старом Арбате)» (видео)                               |              |
| 10. | «Африка должен быть освобождён (фристайл в клубе "Black October Bar")» (видео)                      |              |
| 11. | «Децл на уроке / Нойз на защите диплома (фристайл на Unplugged-концерте в клубе "Штопор")» (видео)  |              |
| 12. | «Москва — не резиновая (live, unplugged в "Штопоре")» (видео)                                       |              |
| 13. | «Накосячу! (из концертного DVD "Noize MC LIVE", Москва, клуб "Точка")» (видео)                      |              |
| 14. | «Наше движение (любительское видео, выступление в "ГЛАВCLUB", Санкт-Петербург, 17.10.2009)» (видео) |              |
| 15. | «Мы едем на Noize MC! (видеоприглашение на концерт в "РоллХолле", Москва, 20.05.2009)» (видео)      |              |
| 16. | «Я обычный парень (видеоприглашение на концерт в клубе "Б1 Максимум")» (видео)                      |              |